# Барановка (Малинский район)
Бара́новка (укр. Баранівка) — село на Украине, основано в 1617 году, находится в Малинском районе Житомирской области.
Код КОАТУУ — 1823486802. Население по переписи 2001 года составляет 220 человек. Почтовый индекс — 11600. Телефонный код — 4133. Занимает площадь 1,14 км².

## Адрес местного совета
11600, Житомирская область, Малинский р-н, с. Пирожки.